# Pseudomma longicaudum
Pseudomma longicaudum är en kräftdjursart som beskrevs av O. Tattersall 1955. Pseudomma longicaudum ingår i släktet Pseudomma och familjen Mysidae. Inga underarter finns listade i Catalogue of Life.